# Vinko Puljić
Vinko kardinál Puljić (* 8. září 1945 Prijecani) je bosenský římskokatolický kněz, arcibiskup Sarajeva, kardinál-kněz.
Studoval v seminářích v Záhřebu a Dakově. Po kněžském svěcení (29. června 1970 v Đakovu) byl inkardinovaný do diecéze Banja Luka, kromě služby kaplana pracoval také v biskupské kurii. Od roku 1978 přednášel v semináři v Zadaru, od roku 1987 také v diecézi Banja Luka. V roce 1990 začal působit v Sarajevu – zde byl vicerektorem semináře, členem kněžské rady, na starost měl také formaci budoucích kněží.
Dne 19. listopadu 1990 ho papež Jan Pavel II. jmenoval arcibiskupem Sarajeva, a udělil mu také biskupské svěcení 6. ledna 1991. Kardinálem byl jmenován na konzistoři 26. listopadu 1994. Čestné funkce zastává v Maltézském řádu.
Během konkláve v roce 2025 byl nejstarším z pěti kardidálů kreovaných Janem Pavlem II., kteří se účastnili volby. Po oznámení výsledku volby se objevil na lóži po boku nového papeže Lva XIV. a kardinálů Mambertiho a Parolina.